# Деж
Деж (на румънски: Dej) е град в окръг Клуж, Румъния. Населението му е 33 497 жители (20 октомври 2011 г.). Намира се в часова зона UTC-2, а през лятото в UTC-3. Името на града е с унгарска етимология, произлизаща от латинската дума за Господ (deus). През 2011 г., 86,6% от жителите са етнически румънци, а 12% етнически унгарци, има също 1,1% роми, и 0,3% други.